# Communauté de communes de Triaucourt Vaubecourt
La communauté de communes de Triaucourt Vaubecourt est une ancienne communauté de communes française, située dans le département de la Meuse et la région Grand Est.
La communauté, dont le siège est à Beausite, a été créée le 1er janvier 2000.
Elle est dissoute le 31 décembre 2016 pour former la communauté de communes Entre Aire et Meuse - Triaucourt-Vaubécourt avec la communauté de communes Entre Aire et Meuse.

## Composition
La communauté de communes regroupait 24 communes :
| Nom                    | Code Insee | Gentilé              | Superficie (km2) | Population (dernière pop. légale) | Densité (hab./km2) |
| ---------------------- | ---------- | -------------------- | ---------------- | --------------------------------- | ------------------ |
| Beausite (siège)       | 55040      |                      | 25,41            | 247 (2014)                        | 9,7                |
| Autrécourt-sur-Aire    | 55017      |                      | 10,85            | 108 (2014)                        | 10                 |
| Beaulieu-en-Argonne    | 55038      |                      | 29,56            | 37 (2014)                         | 1,3                |
| Brizeaux               | 55081      | Brizeautins          | 8,33             | 55 (2014)                         | 6,6                |
| Chaumont-sur-Aire      | 55108      | Chaumontais          | 9,92             | 148 (2014)                        | 15                 |
| Les Hauts-de-Chée      | 55123      |                      | 50,17            | 752 (2014)                        | 15                 |
| Courcelles-sur-Aire    | 55128      |                      | 11,93            | 38 (2014)                         | 3,2                |
| Érize-la-Petite        | 55177      |                      | 7,18             | 61 (2014)                         | 8,5                |
| Èvres                  | 55185      |                      | 11,65            | 106 (2014)                        | 9,1                |
| Foucaucourt-sur-Thabas | 55194      |                      | 9,92             | 57 (2014)                         | 5,7                |
| Ippécourt              | 55251      |                      | 10,62            | 92 (2014)                         | 8,7                |
| Les Trois-Domaines     | 55254      |                      | 16,49            | 132 (2014)                        | 8                  |
| Lavoye                 | 55285      | Lopins               | 10,02            | 143 (2014)                        | 14                 |
| Lisle-en-Barrois       | 55295      |                      | 28,94            | 40 (2014)                         | 1,4                |
| Louppy-le-Château      | 55304      | Louppéens            | 18,76            | 158 (2014)                        | 8,4                |
| Nubécourt              | 55389      |                      | 27,52            | 246 (2014)                        | 8,9                |
| Pretz-en-Argonne       | 55409      |                      | 9,89             | 73 (2014)                         | 7,4                |
| Rembercourt-Sommaisne  | 55423      |                      | 22,32            | 343 (2014)                        | 15                 |
| Raival                 | 55442      |                      | 19,22            | 274 (2014)                        | 14                 |
| Seigneulles            | 55479      | Seigneullais         | 11,70            | 180 (2014)                        | 15                 |
| Seuil-d'Argonne        | 55517      |                      | 25,44            | 516 (2014)                        | 20                 |
| Vaubecourt             | 55532      |                      | 22,62            | 316 (2014)                        | 14                 |
| Villotte-devant-Louppy | 55569      | Villottois-Louppéens | 11,23            | 162 (2014)                        | 14                 |
| Waly                   | 55577      |                      | 6,20             | 61 (2014)                         | 9,8                |

## Administration
Le conseil communautaire est composé de 70 délégués. Le bureau est composé de 15 membres.
| Période                                  | Période       | Identité      | Étiquette | Qualité                                |
| ---------------------------------------- | ------------- | ------------- | --------- | -------------------------------------- |
| Les données manquantes sont à compléter. |               |               |           |                                        |
|                                          | 26 avril 2014 | Guy Sanzey    | PS        | Maire de Chaumont-sur-Aire (2001-2014) |
| 26 avril 2014                            | En cours      | Martine Aubry |           | Maire de Vaubecourt (depuis 2001)      |